# Omer Beriziky

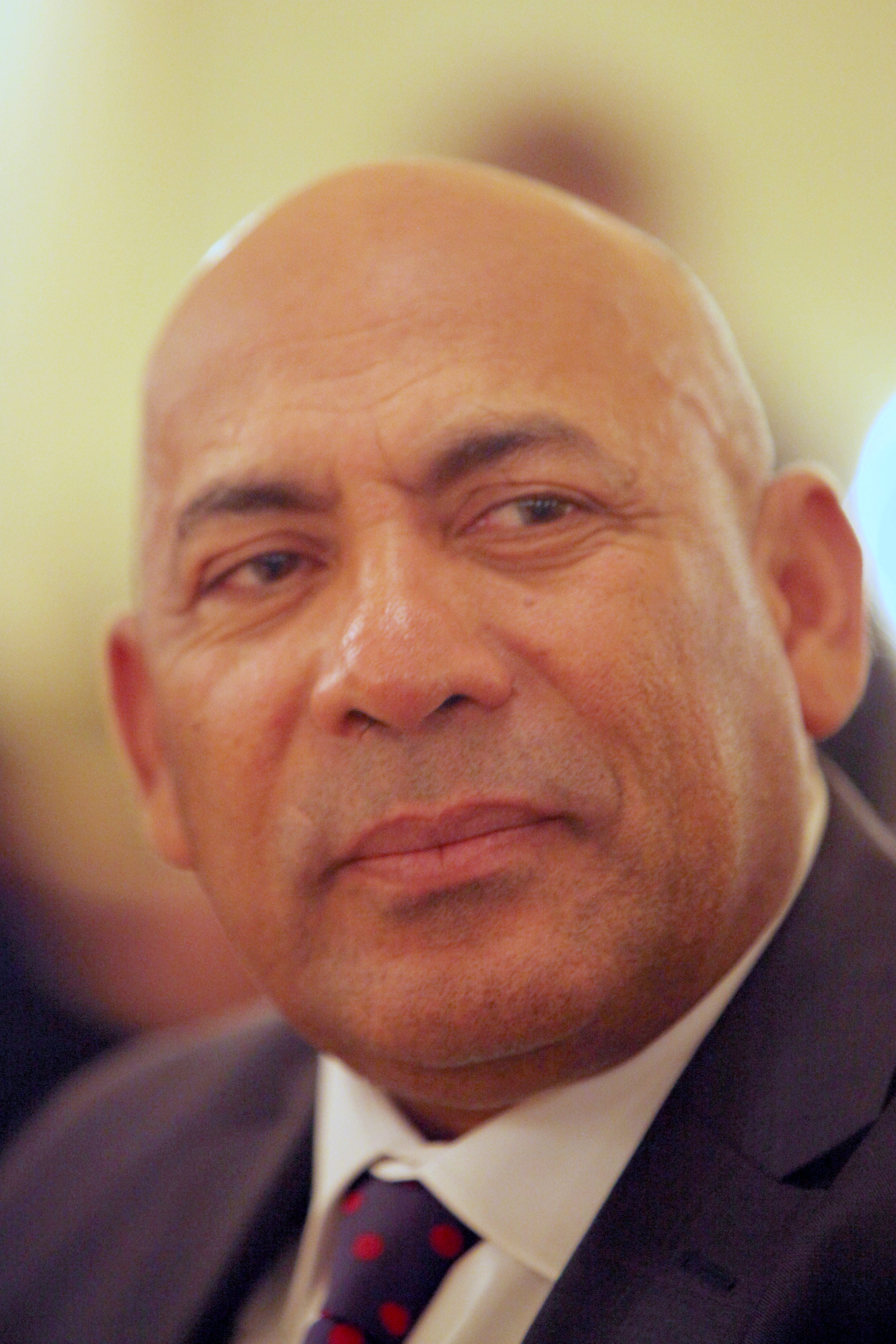
Omer Beriziky (2014)

Jean Omer Beriziky (* 9. September 1950 in Vohémar) ist ein madagassischer Hochschullehrer und Politiker.

## Leben
Beriziky studierte Geschichte. Als Hochschullehrer für Geschichte  war er in Madagaskar tätig. Von 1995 bis 2006 war er als Botschafter für Madagaskar in Brüssel tätig. Beriziky war vom 2. November 2011 bis zum 11. April 2014 als Nachfolger von Albert Camille Vital Premierminister von Madagaskar. 